# Skye terrier
Le Skye terrier est une race de chiens qui appartient au groupe des terriers.

## Histoire
Avec le Cairn Terrier, le Skye Terrier est le terrier écossais le plus ancien. Comme son nom l'indique, il s'est formé au IXe siècle sur l'île de Skye (Hébrides intérieures, Écosse) d'un croisement naturel entre les terriers celtes autochtones et les chiens bassets (Vallhund suédois) des envahisseurs vikings. Il partage d'ailleurs ce dernier ancêtre avec les Welsh Corgis, auquel il ressemble. Le Skye terrier est l'ancêtre du Dandie Dinmont Terrier et par l'intermédiaire d'une ancienne variété le Clydesdale terrier, du Yorkshire Terrier.
Jusqu'au XVIe siècle il est exclusivement utilisé pour la chasse au renard, au blaireau et à divers autres animaux. Les Skye terriers ont développé une fourrure épaisse et une grande résistance au froid.
Au XVIe siècle, les aristocrates écossais remarquent le Skye terrier et sa fourrure. Marie Stuart fut parmi les premières à en adopter. En 1842, la reine Victoria découvrit le Skye terrier, qui devint rapidement sa race préférée. Les sujets anglais suivirent immédiatement la mode lancée par la reine et le Skye fut la race canine la plus à la mode au XIXe siècle en Grande-Bretagne. Il est présenté pour la première fois sous son nom actuel à l'exposition de Manchester en 1864.
La popularité de cette race canine s'amplifia, en 1873, avec l'histoire de Greyfriars Bobby : celui-ci était un Skye d'Édimbourg dont le maître venait de mourir, mais qui refusa cet état de fait et habita sur la tombe de son maître jusqu'à sa propre mort, 14 ans plus tard. Bobby est encore aujourd'hui une célébrité en Écosse et Walt Disney en a tiré une adaptation en film.
Avec le XXe siècle et la mort de la reine Victoria, les effectifs de Skye terriers ont peu à peu décliné. Le Skye est aujourd'hui rarissime dans le monde et encore plus en France. La race présente une base génétique très étroite qui constitue une sérieuse menace : il reste peu de reproducteurs de qualité alliant beauté, santé et caractère équilibré. Au Royaume-Uni, elle est désormais considérée officiellement comme étant en voie d'extinction. Dans ce pays et en Finlande, des programmes de conservation de la race ont été mis en place. 

## Résumé du standard
Le Skye terrier est un terrier basset : son corps est deux fois plus long que haut. La tête est assez longue et forte. Les oreilles, de grandeur moyenne, sont dressées ou tombantes (la variété à oreilles tombantes qui est pourtant le type d'origine, est presque éteinte car considérée comme moins esthétique). Le cou est long. Le corps est musclé et le dos bien droit. Les pattes sont courtes, épaisses, bien d'aplomb ; les angulations sont très marquées. La queue est longue et jamais portée au-dessus de la ligne de dos.
Le poil est long, tombant jusqu'à terre, dur, droit et très abondant, protégeant bien le chien du froid. Il est doublé par un sous-poil doux, épais et laineux. La queue a un joli panache, les yeux sont bien cachés et les oreilles recouvertes de franges abondantes.
Les couleurs de robe sont le blond crème, le fauve, tous les tons de gris (argent, clair ou foncé, bringé) et le noir, obligatoirement avec le bout du museau et les oreilles noirs dans toutes les couleurs. Dans les critères de sélection canine, seuls les tons unicolores sont admis. Les yeux sont bruns et le nez noir. Le blanc, le brun chocolat et le bicolore bleu et sable (comme le Yorkshire) sont selon les mêmes critères, disqualifiés.
La taille au garrot (sommet de l’épaule) est de 24 à 30 cm. Le poids va de 12 à 15 kg pour les mâles et de 10 à 13 kg pour les femelles. De nombreux individus pèsent plus de 15 kg, souvent jusqu’à 20, ce qui est très nuisible pour le travail au terrier ; la sélection sur le poids devrait être contrôlée.

## Caractère et style de vie
Le caractère du Skye terrier est relativement éloigné d'un terrier type, car il ne montre absolument aucune nervosité. De ce fait, il convient bien à la vie en appartement, s'il a accès à assez d'exercice, comme à tous les chiens. Assez fougueux avant ses trois ans, il devient ensuite calme, posé et à l'écoute de son maître, qu'il suit comme une ombre. Extrêmement fidèle et intelligent, il n'obéit généralement qu'à son maître, et peut se laisser mourir de faim en cas d'absence ou de décès de ce dernier. Il ignore les étrangers et préfère les éviter. Mais il apprécie aussi la vie de famille car il aime beaucoup les enfants, ainsi que les chats ce qui est exceptionnel chez les terriers. Bien qu'il ait un fort caractère, il est assez sociable avec ses congénères.
Le Skye Terrier possède un caractère assez déterminé. Toutefois il s'agit d'un chien sensible qui peut devenir facilement craintif ou même montrer les dents par peur, à la suite d'une réprimande. Les méthodes d'éducation basées sur la domination ou la punition positive/renforcement négatif, les corrections physiques et les hurlements sont déconseillés, sous peine d'obtenir un animal asocial et peureux. Le Skye terrier répond particulièrement bien aux méthodes de renforcement positif et peut ainsi être dressé à divers sports canins incluant l'agility, le pistage ou l'obédience.

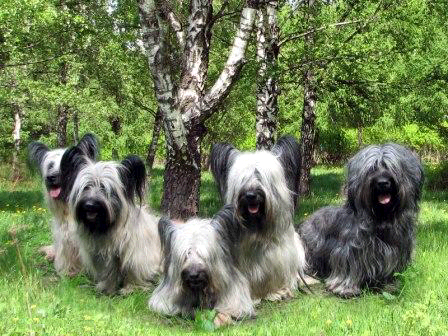
Différentes variétés de Skye terriers.

## Entretien
Le Skye perd très peu de poils, beaucoup moins qu'un chien à poil court: ses poils mettent plusieurs années à pousser, il n'a donc pas de vraie mue.
Le Skye terrier est généralement brossé deux fois par semaine avec un peigne métallique ou une brosse pneumatique  à picots longs, sans tirer trop fort sur le poil. Les nœuds sont défaits à la main. La fourrure est peignée avec une grande raie droite allant du bout du nez au bout de la queue. Les poils entre et juste autour des coussinets sont coupés par souci d'hygiène et de confort.
Le Skye est généralement lavé une fois par mois avec un shampoing démêlant pour chiens, suivi d'un après-shampoing (toujours pour chiens), et séché à l'aide d'un brushing doux.  Un peu de conditionneur à effet non gras termine généralement la toilette.

## Santé
Le Skye terrier est un chien relativement rustique qui peut dépasser l'âge de 16 ans. De type chondrodystrophique, de ce fait plus prédisposé aux hernies discales que les autres races, on évitera de lui faire descendre ou monter les escaliers afin de ne pas provoquer de tassement de vertèbres. Cela est particulièrement important chez le chiot, qui peut présenter un symptôme appelé boiterie du chiot, qui se résorbe généralement avant l'âge d'un an. Comme tous les bassets, l'arthrose est fréquente chez le sujet âgé.
Chez les Skyes de tout âge, certains médicaments présentent un risque élevé, et en particulier l'ivermectine et son groupe dont l'administration peut être mortelle. Cette réaction serait due à une mutation génétique qui n'est pas encore identifiée à l'heure actuelle, mais qui a été supposée autrefois être la même que celle qui atteint le colley, la mutation du gène MDR1.

## Commercialisation des Skye terriers
Le Skye est une race très rare. Il est important de privilégier l'achat dans un élevage familial, afin d'éviter toute mauvaise surprise,  qui élèvera ses chiots au sein de sa maison, idéal pour les familiariser avec la plupart des bruits de la vie quotidienne (aspirateur, bruit de casseroles, radio, discussions animées, etc.), et sortira aussi ses chiots au jardin et dans des lieux animés.  La rareté des Skye terriers entraîne fréquemment des délais d'attente de plusieurs mois, voire de un à deux ans. Dans les variétés rares comme celle à oreilles tombantes qui ne représente qu'environ 1 % de la population actuelle, les délais peuvent dépasser dix ans.